# Jász-Nagykun-Szolnok megyei labdarúgó-bajnokság (negyedosztály)
A Jász-Nagykun-Szolnok megyei negyedosztály a megyében zajló bajnokságok negyedik osztálya, országos szinten hetedosztálynak felel meg. A bajnokságot a megyei szövetség írja ki, a küzdelmek egy csoportban folynak. A bajnok a Jász-Nagykun-Szolnok megyei labdarúgó harmadosztály-ban folytathatja.

## Csapatok 2012/2013

### Megyei IV. osztály
- Kunmadaras KSE
- Tiszaburai SE
- Tiszaszőlősi KSE
- Kétpói KSE
- Tiszaörsi KSE
- Bánhalma KMSK II.
- Berekfürdői SE

## Eddigi bajnoki dobogósok
Az alábbi táblázatban olvashatók a Jász-Nagykun-Szolnok megyei labdarúgó negyedosztály dobogós csapatai, gólkirályai. A csapatokat az adott időszakban használt nevükkel jelöltük.
| A táblázat a jobb oldali szövegre kattintva nyitható/csukható | A táblázat a jobb oldali szövegre kattintva nyitható/csukható | A táblázat a jobb oldali szövegre kattintva nyitható/csukható | A táblázat a jobb oldali szövegre kattintva nyitható/csukható | A táblázat a jobb oldali szövegre kattintva nyitható/csukható |
| Szezon                                                        | Bajnokcsapat                                                  | Ezüstérmes                                                    | Bronzérmes                                                    | Gólkirály (csapat, gól)                                       |
| ------------------------------------------------------------- | ------------------------------------------------------------- | ------------------------------------------------------------- | ------------------------------------------------------------- | ------------------------------------------------------------- |
| 2012-13                                                       | Tiszaburai SE                                                 | Kunmadaras KSE                                                | Tiszaörsi KSE                                                 | Koszta Róbert (Kunmadaras KSE, 17 gól)                        |

## Külső hivatkozások
- Jász-Nagykun-Szolnok megye labdarúgásának információs adattára